# Indulgentiarum Doctrina
Indulgentarium Doctrina je apoštolská konstituce o odpustcích, kterou vydal papež Pavel VI. 1. ledna 1967 a která reaguje na podněty II. vatikánského koncilu, podstatně reviduje praktické uplatňování tradiční nauky týkající se odpustků a jejíž název je převzat z úvodních slov původního latinského textu. 

## Obsah

### Pozadí
Podle Katechismu katolické církve „odpuštění hříchů a obnovení společenství s Bohem znamená odpuštění věčného trestu za hřích, ale časný trest za hřích zůstává“.
Pavel VI. vysvětlil, že hřích přináší tresty uložené Boží svatostí a spravedlností, které musí být odčiněny buď zde na zemi, nebo v budoucím životě. „Tyto tresty jsou ukládány spravedlivým a milosrdným Božím soudem za účelem očištění duší, obrany posvátnosti mravního řádu a obnovení Boží slávy v jejím plném majestátu.":§2 Takové odčinění má obecně podobu pokání, které se tradičně popisuje jako modlitby, půst a almužna, ale zahrnuje také skutky milosrdenství a dobročinnosti. 
„To, že trest nebo pozůstatky hříchu mohou zůstat k odčinění nebo očištění a že se tak často děje i po odpuštění viny, jasně dokazuje učení o očistci. V očistci jsou totiž duše těch, ,kteří zemřeli v Boží lásce a skutečně kajícně, ale před uspokojením důstojnými plody pokání za spáchané hříchy a za opomenutíʻ, po smrti očišťovány očistcovými tresty".:§3
Dokument zdůrazňoval, že cílem církve není pouze pomáhat věřícím, aby náležitě odčinili své hříchy, ale především je přivést k větší horlivosti lásky. Za tímto účelem Pavel VI. nařídil, že částečné odpustky, dříve udělované jako ekvivalent určitého počtu dní, měsíců, čtyřicetidenní nebo let kanonického pokání, pouze doplňují, a to ve stejné míře, odpuštění, které ti, kdo vykonávají odpustkový skutek, již získali láskou a kajícností, s níž jej konají: „Všichni lidé, kteří denně chodí po této zemi, se totiž dopouštějí alespoň všedních hříchů; všichni tedy potřebují Boží milosrdenství, aby byli osvobozeni od trestních následků hříchu.“:§3 
Zrušení klasifikace podle let a dnů jasněji než dříve ukázalo, že pokání a víra jsou nutné nejen pro odpuštění věčného trestu za smrtelný hřích, ale také pro odpuštění časného trestu za hřích. „Odpustky nelze získat bez upřímného obrácení pohledu a jednoty s Bohem“.

### Odpustky
Odpustek je odpuštění časného trestu před Bohem za hříchy, které již byly odpuštěny, pokud jde o jejich vinu. „Cílem, který církevní autorita sleduje při udělování odpustků, je nejen pomoci věřícím odčinit trest za hřích, ale také je povzbudit ke konání skutků zbožnosti, pokání a lásky – zejména těch, které vedou k růstu ve víře a prospívají obecnému dobru.“:§8 
Odpustek je podle toho částečný nebo plnomocný, protože odstraňuje buď část, nebo celý časný trest za hřích. Odpustky lze vždy uplatnit na zemřelé formou volby. 

## Enchiridion Indulgentiarum
Apoštolská konstituce nařídila revizi oficiálního seznamu odpustkových modliteb a dobrých skutků, který se nazýval Raccolta, „aby se odpustky vztahovaly pouze na nejdůležitější modlitby a skutky zbožnosti, lásky a pokání“. Tím bylo ze seznamu odpustkových modliteb a dobrých skutků, nyní nazývaného Enchiridion Indulgentiarum, odstraněno mnoho modliteb, pro které se různým řeholním institutům, bratrstvům (confraternitates) a podobným skupinám podařilo v průběhu staletí získat odpustky, ale které nebylo možné zařadit mezi „nejdůležitější“. Řeholní instituty a jim podobné, kterým byly dříve uděleny plnomocné odpustky, například za návštěvu určitého kostela nebo svatyně, měly od data promulgace Indulgentiarum Doctrina rok na jejich potvrzení a všechny, které nebyly potvrzeny (většinou v omezenějším rozsahu než dříve) do dvou let, se staly neplatnými.
Enchiridion Indulgentiarum se v roce 1999 dočkalo čtvrtého vydání v latině a je k dispozici na internetových stránkách Svatého stolce. Anglický překlad druhého vydání (kdy generální udělení byly tři, nikoli čtyři) je k dispozici na internetu. V češtině vyšel překlad 4. vydání v roce 2000 pod názvem Enchiridion odpustků.
Enchiridion Indulgentiarum se od Raccolty liší tím, že uvádí „pouze nejdůležitější modlitby a skutky zbožnosti, lásky a pokání“. Na druhé straně obsahuje nové obecné udělení částečných odpustků, které se vztahují na širokou škálu modlitebních úkonů, a uvádí, že modlitby, které uvádí jako zasluhující úctu z důvodu božské inspirace nebo starobylosti nebo jako široce užívané, jsou pouze příklady těch, na které se vztahuje první z těchto obecných udělení: „S pokornou důvěrou pozvedat mysl k Bohu při plnění svých povinností a snášení životních těžkostí a alespoň v duchu přidat nějakou zbožnou invokaci.“ Enchiridion Indulgentiarum tak navzdory svému menšímu rozsahu klasifikuje jako odpustky mnohem větší počet modliteb, než o jakých se tak mluvilo v Raccoltě.

## Úkony, za které se udělují odpustky

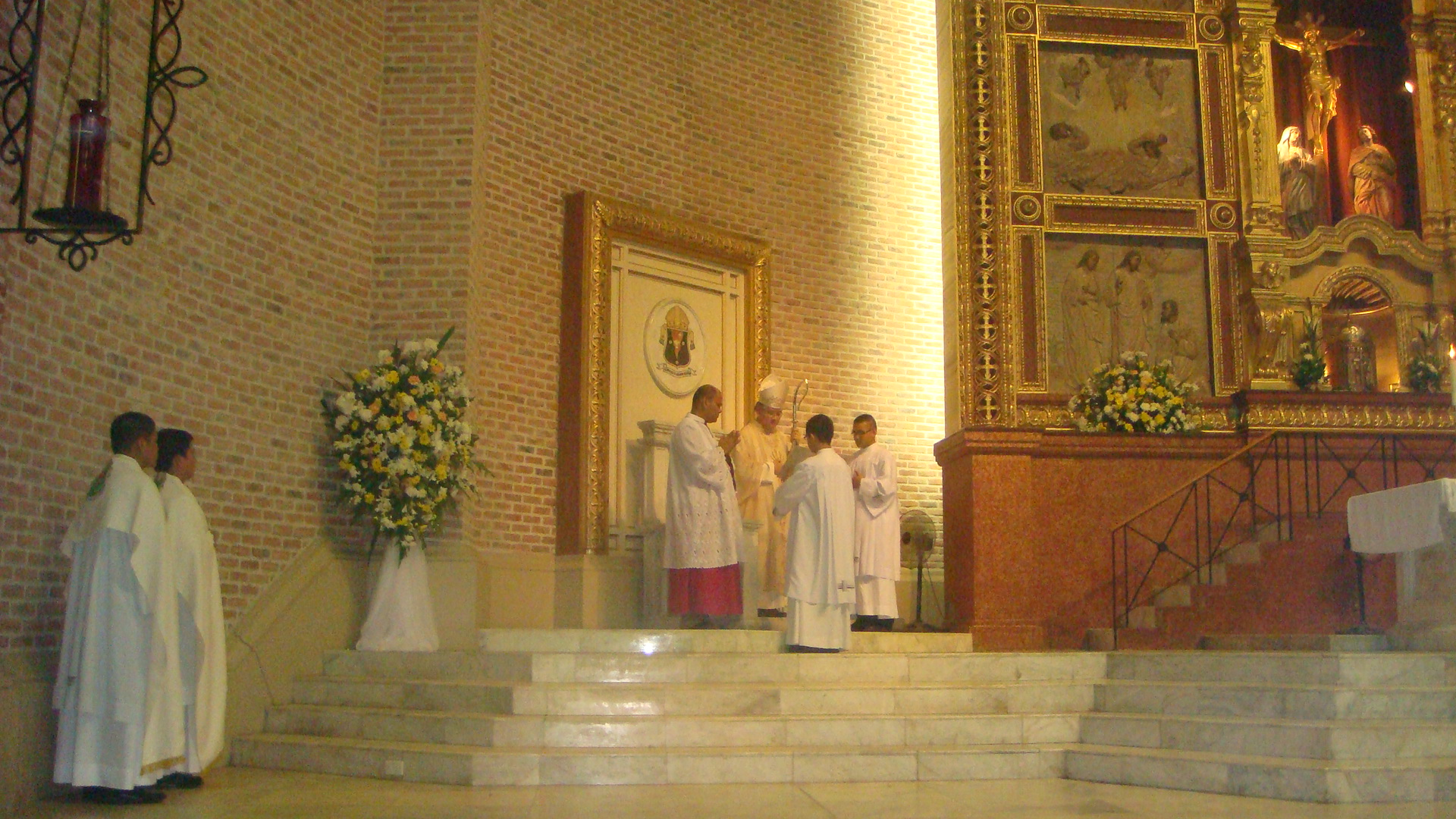
Arcibiskup Socrates B. Villegas uděluje odpustky při velikonoční mši v roce 2012, Metropolitní katedrála svatého Jana Evangelisty, Dagupan, Filipíny

Existují čtyři generální odpustky, které mají věřící povzbudit k tomu, aby do svého každodenního života vnášeli křesťanského ducha a usilovali o dokonalost lásky. Tyto odpustky jsou částečné, a jejich hodnota proto závisí na horlivosti, s jakou člověk vykonává doporučené skutky: 
1. S pokornou důvěrou pozvednout mysl k Bohu, když člověk plní své povinnosti a snáší životní těžkosti, a alespoň v duchu přidat nějakou zbožnou invokaci.[17]
„Uděluje se částečný odpustek věřícímu, který při naplňování svých povinností a při snášení těžkostí života s pokornou důvěrou pozvedá mysl k Bohu a připojuje k tomu, byť jen ve svém nitru, nějakou zbožnou invokaci.“[14]
2. Soucitně věnovat sebe nebo svůj majetek v duchu víry službě bratřím a sestrám v nouzi.[17]
„Uděluje se částečný odpustek věřícímu, který v duchu víry a s milosrdným srdcem dává sebe samého i svůj majetek k dispozici bratřím, kteří se nacházejí v nouzi.“[14]
3. Svobodně se v duchu pokání zdržet něčeho povoleného a příjemného.[17]
„Částečný odpustek se uděluje věřícímu, který se v duchu kajícnosti dobrovolně zříká něčeho, co je dovolené a co je mu drahé.“[14]
4. Svobodně vydávat otevřené svědectví o své víře před druhými v konkrétních okolnostech každodenního života.[17]
„Uděluje se částečný odpustek věřícímu, který ve specifických podmínkách každodenního života dobrovolně vydává před druhými svědectví víry.“[14]

Mezi jednotlivými udělovanými odpustky, které jsou při bližším zkoumání zahrnuty v jednom nebo více ze čtyř obecných udělovaných odpustků, zejména v prvním z nich, Enchiridion Indulgentiarum zvlášť upozorňuje na čtyři činnosti, za které lze získat plnomocné odpustky v kterýkoli den, i když jen jednou denně:
1. Zbožná četba nebo poslech Písma svatého po dobu alespoň půl hodiny.[19]
2. Adorace Ježíše v eucharistii alespoň půl hodiny.[20]
3. Zbožné vykonání křížové cesty.[21]
4. Recitace růžence nebo akatistu v kostele nebo v oratoři, v rodině, v řeholním společenství, ve sdružení věřících a vůbec, když se sejde několik lidí za nějakým ušlechtilým účelem.[22]

Plnomocný odpustek lze získat i při některých příležitostech, které nejsou každodenní. Mezi ně patří například: 
- Přijímání, a to i prostřednictvím rozhlasu nebo televize, požehnání udělovaného papežem Urbi et Orbi (městu Římu a světu) nebo požehnání, které je biskup oprávněn třikrát ročně udělit věřícím své diecéze.[23]
- Zbožná účast na oslavě dne, který je na celosvětové úrovni věnován určitému náboženskému cíli.[24] Pod tuto kategorii spadají každoroční oslavy, jako je Světový den modliteb za povolání, a příležitostné oslavy, jako jsou Světové dny mládeže.[25][26]
- Účast na duchovních rekolekcích po dobu nejméně tří celých dnů.[27]
- Účast na některých akcích během Týdne modliteb za jednotu křesťanů včetně jeho zakončení.[28]

Modlitby konkrétně uvedené v Enchiridion Indulgentiarum nepocházejí pouze z latinské liturgické tradice, ale také z východních katolických liturgií, jako jsou Akathistos, Paraklesis, Večerní modlitba a Modlitba za věrné zemřelé (byzantská), Děkovná modlitba (arménská), Modlitba svatyně a Lakhu Mara (chaldejská), Kadidlová modlitba a Modlitba ke slávě Marie, Matky Boží (koptská), Modlitba za odpuštění hříchů a Modlitba za následování Krista (etiopská), Modlitba za církev a Modlitba při odchodu od oltáře (maronitská) a Přímluvy za věrné zemřelé (syrská). 
Kromě odpustků uvedených v Enchiridionu se zvláštní odpustky udělují při příležitostech zvláštního duchovního významu, jako je jubilejní rok nebo sté či podobné výročí nějaké události, jako je zjevení Panny Marie v Lurdech nebo slavení Světového dne mládeže.
Těm, kteří jsou k tomu náležitě disponováni, může být odpustek, ačkoli v těchto případech není obvykle povolen ani určen, přesto udělen (pokud to biskup nebo ordinář výslovně povolil a také předem získal souhlas Apoštolské penitenciárie) pro první požehnání kněze jednotlivcům po mši svaté, kterou byl vysvěcen na kněze. Opět platí, že ačkoli někteří biskupové tuto konkrétní praxi neschválili, s jejich souhlasem a souhlasem Penitenciárie může nově vysvěcený jáhen žehnat lidem po své ordinační mši s částečným odpustkem (jáhen však i v případě, že je mu povolen nějaký odpustek, může stále udělovat pouze ta požehnání, která jsou mu povolena ve Velké nebo Zkrácené knize požehnání nebo v Rituale Romanum). Zvláštní plnomocné odpustky jsou obvykle povoleny těm, kteří se zúčastní první mše svaté nově vysvěceného kněze (primice) (obvykle je to děkovná mše svatá). To není totéž jako případný odpustek udělený z účasti na samotné mši svaté při svěcení, protože tuto mši pouze koncelebruje, přičemž hlavním celebrantem je světící biskup. Dále se to vztahuje pouze na jeho první mši svatou, a nikoliv na další děkovné mše, které slouží později, nebo na jeho první mši svatou při jeho prvním ustanovení.
Zvláštní význam má plnomocný odpustek spojený s apoštolským požehnáním, který má kněz udělit při udílení svátostí osobě v nebezpečí smrti a který, není-li kněz k dispozici, církev uděluje každému správně smýšlejícímu křesťanovi v okamžiku smrti pod podmínkou, že tato osoba byla zvyklá se za života modlit. V tomto případě církev sama nahrazuje tři podmínky, které se obvykle vyžadují pro udělení plnomocných odpustků: svátostnou zpověď, eucharistické přijímání a modlitbu na úmysl papeže.